# Skogsekshöstmal
Skogsekshöstmal, Ypsolopha sylvella är en fjärilsart som först beskrevs av Carl von Linné 1767.  Skogsekshöstmal ingår i släktet Ypsolopha, och familjen höstmalar, Ypsolophidae. Arten är reproducerande i både Sverige och Finland och enligt respektive rödlista är arten livskraftig, LC, i båda länderna.

## Bildgalleri

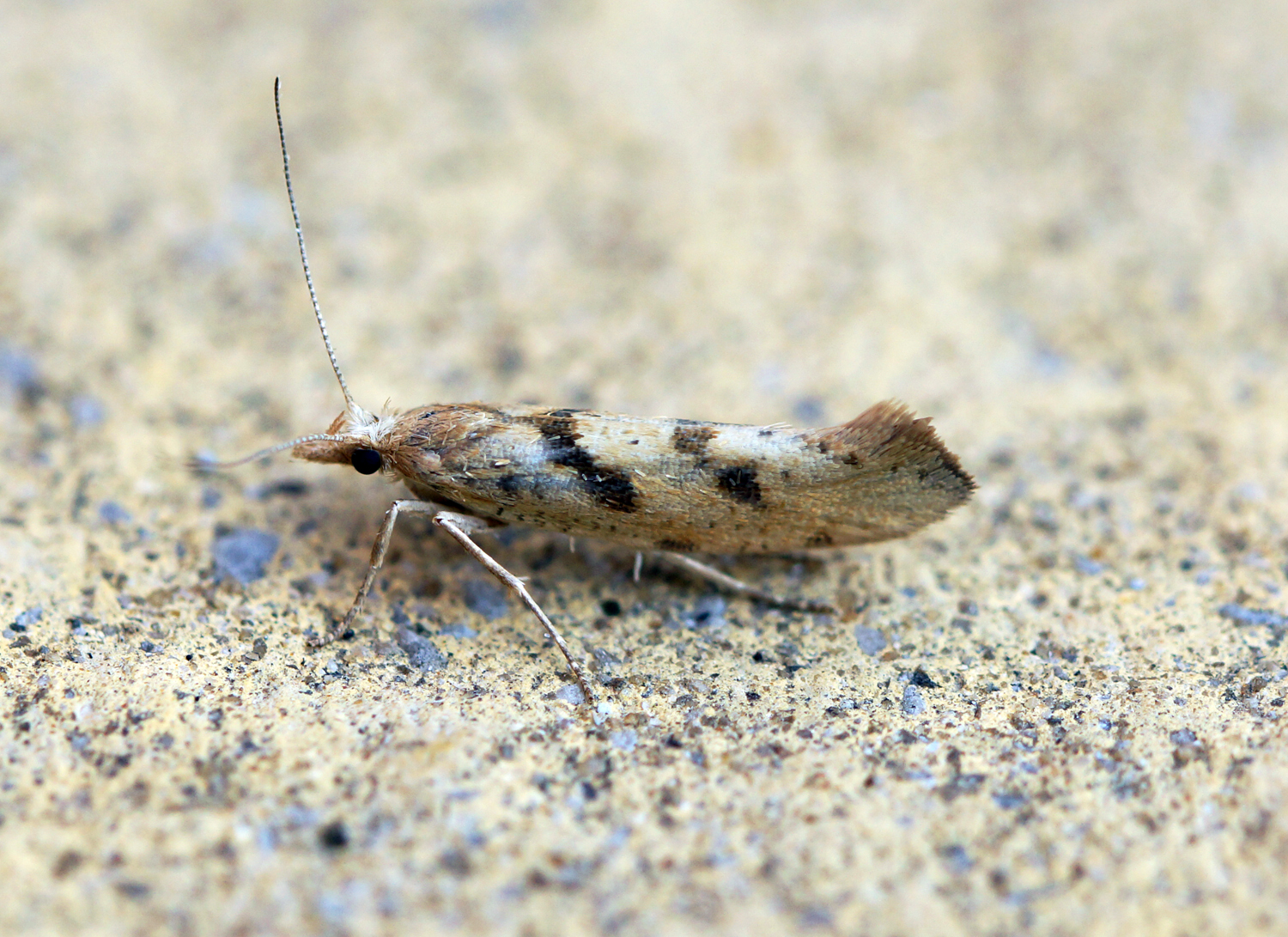
Imago fjäril, sidobild.
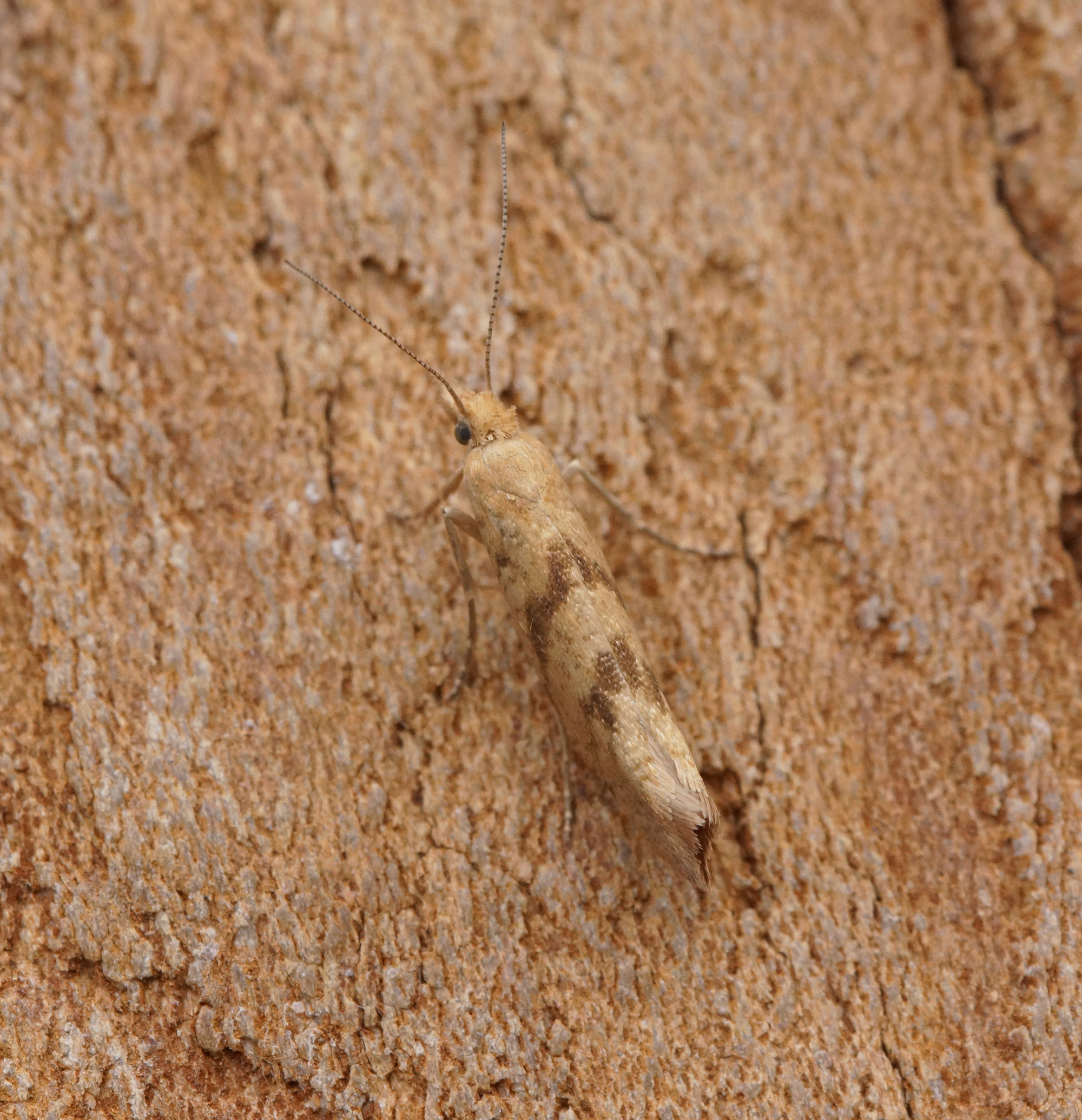
Imago fjäril, ryggbild.